# 球状トカマク
球状トカマク(Spherical Tokamak)は超高温のプラズマを閉じこめる磁気閉じ込め方式であるトカマク型の一形式。

## 概要
プラズマ直径とプラズマの太さの比(縦横比)が1に近いトカマク型でプラズマが球形状になる。
理論上はプラズマを太くするだけでプラズマの閉じ込めや長時間維持などの安定性が向上するので、低磁界でも高温高密度なプラズマを閉じ込めることが可能になり、球状トカマクは、従来のトカマクに比べ磁界を造る費用を大幅に軽減可能で、さらにトロイダル磁場コイルの巻回密度が減るため、中性子で損傷した真空容器内壁のセクター一括引き抜き保守方式による交換の採用で真空容器の整備が容易になるため、装置の製造や維持の費用が大幅に低廉化が可能で経済性の向上が期待される。

## 特徴
球状トカマク炉は、プラズマを太くできるので表面積が減り、高温に維持する事が容易な反面、従来の除熱技術を利用するのであれば熱負荷が高まるため、それに応じたブランケットが必要になり、球状トカマクのような低アスペクト比領域には、高楕円度でのプラズマの安定性や高ベータ限界といった炉心プラズマに関連した利点に加えて、磁気エネルギーの大幅低下によるトロイダル磁場コイルの軽量化、高稼働率を実現可能なセクター一括引き抜き保守方式との整合など炉設計上の大きな利点を有する反面、高エネルギー粒子に起因するMHDモード(高エネルギー粒子モード)の出現は高ベータプラズマに対する不安要因の一つである。

## 文献
- 西尾敏、「球状トカマクの実用炉への展望 -トカマクの低アスペクト比化への挑戦- 5.ST で現実的な炉設計は可能か? 5.1 炉概念構築に向けて」 『プラズマ・核融合学会誌』 2004年 80巻 11号 p.944-948, doi:10.1585/jspf.80.944
- 長山好夫、「球状トカマクはなぜ注目されるのか?」 『電気学会論文誌 A (基礎・材料・共通部門誌)』 2003年 123巻 4号 p.323-328, doi:10.1541/ieejfms.123.323
- 小野靖, 西尾敏, 高瀬雄一, et al. 「球状トカマクの実用炉への展望 -トカマクの低アスペクト比化への挑戦- 1.特集にあたって」 『プラズマ・核融合学会誌』 2004年 80巻 11号 p.919-920, doi:10.1585/jspf.80.919
- 小野靖、「球状トカマクの実用炉への展望 -トカマクの低アスペクト比化への挑戦- 2.ST はどこまで高ベータ化できるか? 2.1 高ベータ運転の限界はどこか?」 『プラズマ・核融合学会誌』 2004年 80巻 11号 p.921-923, doi:10.1585/jspf.80.921
- 小野靖, 西尾敏, 高瀬雄一 ほか、「球状トカマクの実用炉への展望 -トカマクの低アスペクト比化への挑戦- 1.特集にあたって」 『プラズマ・核融合学会誌』 2004年 80巻 11号 p.919-920, doi:10.1585/jspf.80.919, プラズマ・核融合学